# Laphria signatipes
Laphria signatipes är en tvåvingeart som beskrevs av Wulp 1872. Laphria signatipes ingår i släktet Laphria och familjen rovflugor. Inga underarter finns listade i Catalogue of Life.